# Andrino Edesia
Andrino Edesia o d'Edesia (fl. 1330) è stato un pittore italiano attivo a Pavia.

## Biografia
È citato da Luigi Lanzi come contemporaneo della pittrice Laodicia di Pavia, e probabilmente entrambi avevano origini greche.
Dipinse alcuni affreschi per la Chiesa di San Marino a Pavia.